# Contraloría General de la República (Colombia)
La Contraloría General de la República (en sus iniciales: CGR) es el máximo órgano de control fiscal del Estado. Como tal, tiene la misión de procurar el buen uso de los recursos y bienes públicos y contribuir a la modernización del estado, mediante acciones de mejoramiento continuo en las distintas entidades públicas en Colombia.

## Historia
Sus antecedentes son el Tribunal de la Real Audiencia de Santo Domingo, de 1511, y el Tribunal de Cuentas de Santa Fe de Bogotá, creado en 1604 por iniciativa del entonces rey de España Felipe III.
La CGR se creó el 19 de julio de 1923 mediante la Ley 42 durante el gobierno de Pedro Nel Ospina, quien acogió la comisión de expertos dirigida por el economista estadounidense Edwin Walter Kemmerer, quien realizó toda una serie de recomendaciones para reorganizar las finanzas públicas del Estado colombiano, entre ellas la creación del Banco de la República.
Con su creación, se eliminaron la Corte de Cuentas, la Dirección General de Contabilidad, la Oficina Nacional de Estadística y la Oficina Central de Ordenaciones del Ministerio del Tesoro, cuyas funciones pasó a desempeñar la CGR esta entidad pasaron asimismo las funciones de la Tesorería General de la República, de las administraciones de Aduanas, Salinas, Correos y Telégrafos, de las Oficinas de Timbre y de las Casas de Moneda.
La CGR, entonces llamada Departamento de Contraloría, comenzó a funcionar el 1 de septiembre de 1923. El primer contralor general de la República fue Eugenio Andrade y su primera sede se ubicó en la carrera 9 con calle 12, en la zona norte del barrio histórico de La Candelaria.
El artículo 119 de la Constitución define que la CGR tiene a su cargo la vigilancia de la gestión y el control fiscal de resultado de la administración y también debe cumplir las funciones establecidas en el decreto 267 de 2000. Posteriormente y de manera selectiva en orden con los procedimientos, sistemas y principios establecidos por la ley, esta vigilancia podrá hacerse inclusive sobre empresas privadas escogidas en concurso público de méritos, que hayan sido contratadas previo concepto del Consejo de Estado.
Debe velar por el buen manejo del patrimonio y las finanzas públicas, advirtiendo sobre los riesgos que se puedan presentar, registrando la deuda y llegando a sanciones fiscales con el fin de recuperar recursos del erario. También audita el balance de la Nación y el reporte de estado de los recursos públicos.
Con base en la Constitución y la ley que faculta a los organismos de control fiscal para vincular a la comunidad a su gestión, la CGR ha implementado una nueva concepción del control ciudadano a lo público en el cual el ciudadano es actor y partícipe directo en la vigilancia de los recursos públicos y de la gestión pública.
Por su parte, el artículo 268 de la Carta describe las funciones del contralor.

## Entes auditados
Según la Ley 42 de 1993 son Entes Auditados todas las entidades de las tres ramas del gobierno: ejecutivo, legislativo y judicial. También son auditados los órganos autónomos e independientes como las universidades públicas o los organismos electores. Además de las entidades públicas también son objeto de control las sociedades de economía mixta (que tienen participación del estado y del sector privado), las empresas de  y comerciales del Estado y los particulares que manejen fondos o bienes del estado (como los notarios). También ejerce vigilancia con respecto al Banco de la República, pero no tiene potestades disciplinarias frente a este ente, potestad que es exclusiva del presidente de la república en los términos del artículo 372 de la Constitución.

## Control fiscal descentralizado
El control fiscal en Colombia está descentralizado en varios niveles. Además de la Contraloría General de la República existen contralorías departamentales y contralorías municipales. Todos los departamentos tienen contralorías departamentales, pero no todos los municipios tienen contralorías municipales. Cada Contraloría tiene preferencia para conocer de asuntos que se desarrollan dentro de su ámbito territorial. Es así como entes de carácter nacional son vigilados por la Controlaría General de la República, mientras que entes departamentales como las gobernaciones, y entes municipales como las alcaldías son vigiladas preferentemente por las controlarías departamentales y municipales.
Sin embargo la Contraloría General de la República tiene dentro de sus funciones una competencia "preferente" que le permite asumir investigaciones del nivel municipal o departamental "a solicitud del gobierno departamental, distrital o municipal, de cualquier comisión permanente del Congreso de la República o de la mitad más uno de los miembros de las corporaciones públicas territoriales".  También "a solicitud de la ciudadanía, a través de los mecanismos de participación que establece la Ley".
Mientras que la Contraloría General de la República recibe su presupuesto del gobierno nacional las contralorías departamentales y municipales reciben su financiación de los departamentos y municipios.

## Contralores generales
| Contralor                       | Periodo            |
| ------------------------------- | ------------------ |
| Carlos Hernán Rodríguez         | 2024 - en el cargo |
| Carlos Zuluaga Pardo            | 2023 - 2024        |
| Carlos Hernán Rodríguez         | 2022 - 2023        |
| Carlos Felipe Córdoba           | 2018 - 2022        |
| Edgardo Maya Villazón           | 2014 - 2018        |
| Sandra Morelli Rico             | 2010 - 2014        |
| Julio César Turbay Quintero     | 2006 - 2010        |
| Antonio Hernández Gamarra       | 2002 - 2006        |
| Carlos Ossa Escobar             | 1998 - 2002        |
| David Turbay Turbay             | 1994 - 1998        |
| Manuel Francisco Becerra Barney | 1990 - 1994        |
| Rodolfo González García         | 1982 - 1990        |
| Aníbal Martínez Zuleta          | 1969 - 1971        |
| Víctor G. Ricardo padre,        | 1969 - 1971        |
| Evaristo Sourdis                | 1967 - 1969        |
| Reginaldo Mendoza Pantoja       | 1966 - 1967        |
| Agustín Aljure                  | 1963 - 1966        |
| Jesús María Murgueitio          | 1958 - 1963        |
| Alberto Ruiz Novoa              | 1953 - 1958        |
| Hernando Escallón Vargas        | 1951 - 1953        |
| José María Blanco Núñez         | 1950 - 1951        |
| Antonio Ordóñez Ceballos        | 1948 - 1950        |
| Alfonso Palacio Rudas           | 1944 - 1948        |
| Salustino Victoria              | 1943 - 1944        |
| Sergio Abadía Arango            | 1942 - 1943        |
| Alfonso Romero Aguirre          | 1941 - 1942        |
| Germán Zea Hernández            | 1941 - 1941        |
| Leopoldo Lascarro Batista       | 1941 - 1941        |
| Gonzalo Restrepo                | 1939 - 1941        |
| Carlos Lleras Restrepo          | 1937 - 1938        |
| Plinio Mendoza Neira            | 1933 - 1936        |
| Igancio Mariño Ariza            | 1931 - 1933        |
| Guillermo Salamanca Camacho     | 1929 - 1931        |
| Juan Medina Ramírez             | 1928 - 1928        |
| Alfonso Palau Bustamante        | 1925 - 1927        |
| Leandro Medina Figueroa         | 1923 - 1925        |
| Eugenio Andrade                 | 1923 - 1923        |